# アムステルダム方面を望むアムステル川の眺望
『アムステルダム方面を望むアムステル川の眺望』（アムステルダムほうめんをのぞむアムステルがわのちょうぼう、蘭: Uitzicht op de Amstel richting Amsterdam, 英: Panoramic view of the Amstel looking toward Amsterdam）は、17世紀オランダ絵画黄金時代の画家ヤーコプ・ファン・ロイスダールがキャンバス上に油彩で描いた風景画である。絵画は画面下部左側に署名が記されている。1864年に寄贈されて以来、ケンブリッジのフィッツウィリアム美術館に所蔵されている。

## 作品
この絵画は、研究者ホフステーデ・デ・フロートの1911年の総目録で第10番の作品となっており、以下のように記述されている。
川は、画面の右側の大半を占めている。中央には数人の人物のいる道がある。川の上には、木材でできたいかだと銃から火を噴いている小舟が浮いている。左側には3つの風車、家々、そして漂白場がある。多くの教会や公共の建物のある町が遠景に広がっている。ウェステルケルク (「西教会」の意味) 、アムステルダム市庁舎 (現在のアムステルダム王宮)、ゾイデルケルク (「南教会」の意味)、 旧教会 (アムステルダム)、そして大きなシナゴーグが見分けられるかもしれない。小要塞は表されていない。
この絵画は、研究者シーモア・スライヴの2001年のロイスダール総目録では第3番の作品となっている。フィッツウィリアム美術館での目録番号は74である。画中のいくつかの建物の存在により、スライヴは制作年の記されていないこの絵画は1671-1681年の間に描かれたと見積もった。ロイスダールは当時、アムステルダムに居住していた。
本作および本作に類似したフィリップス＝デ・ヨンフ (Philips-de Jongh) のコレクションにある作品の準備習作となった素描がライプツィヒにある。